# Burlington Junction
Burlington Junction is een plaats (city) in de Amerikaanse staat Missouri, en valt bestuurlijk gezien onder Nodaway County.

## Demografie
Bij de volkstelling in 2000 werd het aantal inwoners vastgesteld op 632.
In 2006 is het aantal inwoners door het United States Census Bureau geschat op 610, een daling van 22 (-3,5%).

## Geografie
Volgens het United States Census Bureau beslaat de plaats een oppervlakte van
2,9 km², geheel bestaande uit land. Burlington Junction ligt op ongeveer 296 m boven zeeniveau.

## Plaatsen in de nabije omgeving
De onderstaande figuur toont nabijgelegen plaatsen in een straal van 20 km rond Burlington Junction.